# Dully
Dully é uma comuna da Suíça, situada no distrito de Nyon, no cantão de Vaud. Tem 1,66 km² de área e sua população em 2018 foi estimada em 633 habitantes.